# 里卡多公司
里卡多公司（英語：Ricardo plc；LSE：RCDO）是英国一家著名的工程机械技术公司，主要提供工程咨询、产品创新、洁净科技的解决方案，服务范围涵盖汽车产业、铁路机车车辆、海洋工程以及国防科技等，总部位于英国西薩塞克斯郡埃德区。
在第一次世界大战期间，哈里·里卡多爵士（Sir Harry Ricardo）于1915年创立了发动机专利有限公司（Engine Patents Ltd.），为里卡多公司的前身，当时主要生产用于坦克的汽油机。1927年，公司更名为里卡多工程师咨询公司（Ricardo Consulting Engineers Ltd.）。1930年代，里卡多公司开始涉足汽车用柴油机的研发。